# Bandera de Santa Helena
La bandera de Santa Helena va ser adoptada el 4 d'octubre del 1984.
Aquesta bandera és una ensenya blava britànica, en la qual figura la Union Jack en el cantó i incorpora l'Escut de Santa Helena en la part més allunyada del masteler. L'ensenya blava és la bandera utilitzada amb més freqüència per les dependències britàniques i algunes institucions britàniques de caràcter governamental. Alguns països que són antigues colònies del Regne Unit, com Austràlia o Nova Zelanda, utilitzen el disseny de l'ensenya blava en les seues banderes nacionals.
El governador britànic de Santa Helena compta amb una bandera pròpia que, sent igual que la bandera del Regne Unit, incorpora l'escut de l'illa en la seua part central, envoltat per dues branques de llorer.
Aquesta bandera és a més utilitzada com a bandera del Territori Britànic d'Ultramar de Santa Helena, Ascensión i Tristán de Acuña, en la qual es troba l'illa, encara que la bandera no s'utilitza per a totes les illes de Santa Helena. Tristan da Cunha està utilitzant la seua pròpia bandera des d'octubre de 2002 i l'illa d'Ascensión, utilitza la bandera del Regne Unit.